# Leopold Friedrich Günther von Goeckingk

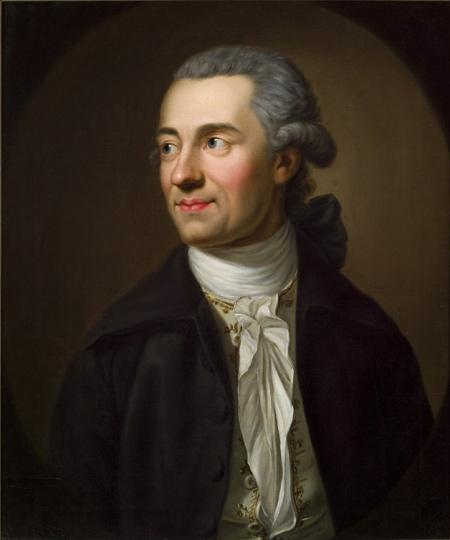
Leopold Friedrich Günther von Goeckingk, Gemälde von Ernst Gottlob nach Anton Graff, 1785, Gleimhaus Halberstadt

Goeckingk

Leopold Friedrich Günther Goeckingk, ab 1768 von Goeckingk, auch Göckingk (* 13. Juli 1748 in Gröningen; † 18. Februar 1828 in Groß Wartenberg, Schlesien), war ein deutscher Lyriker des Rokokos, Publizist, kurländischer Legationsrat und preußischer Beamter.

## Herkunft
Seine Eltern waren Christian Friedrich Günther von Göckingk (1703–1773) und Johanne Schwarz (1716–1779). Sein Vater war Erbherr auf Günthersdorf und Daldorf sowie Kriegs- und Domänenrat. Sein Bruder war der General Friedrich Eberhard Siegmund Günther von Goeckingk.

## Leben
Goeckingk besuchte die Schule in Halberstadt, wo er mit Johann Wilhelm Ludwig Gleim in Verbindung trat. Es folgte ein Besuch des Pädagogiums in Halle, wo er ein Mitschüler Gottfried August Bürgers war, mit dem er Freundschaft schloss. In dieser Stadt studierte er an der Universität Kameralistik und Rechtswissenschaft. Nach beendigter akademischer Ausbildung wurde er 1768 Referendar bei der Kriegs- und Domänenkammer in Halberstadt. Seit 1770 war er Kanzleidirektor in der preußischen Kleinstadt Ellrich und fand nebenher Zeit, sich mit seinem Buch Lieder zweier Liebenden, in dem er seine spätere Frau Ferdinande Vogel († 1781) rühmte, einen Ruf als Schriftsteller zu erarbeiten. Er mietete sich ein Landhaus („Neues Haus“) bei Cleysingen, etwa eine halbe Stunde Fußmarsch von Ellrich entfernt.
In den Jahren 1776 bis 1779 war er Mitherausgeber des Göttinger Musenalmanach, in den Jahren 1780 bis 1788 gab er zusammen mit Johann Heinrich Voß dessen 1776 begründetes und bis 1803(?) erschienenes Musen-Almanach mit heraus.
1784 begründete er zudem das Journal von und für Deutschland, dessen ersten Band (Januar–Juni 1784) er allein, ab Band 1.2 (Juli–Dezember 1784) zusammen mit Philipp Anton Sigmund von Bibra herausgab.
1786 wurde er Kriegs- und Domänenrat bei der Kammer in Magdeburg, 1788 Land- und Steuerrat zu Wernigerode und preußischer Ortkommissär, 1793 Geheimer Oberfinanzrat in Berlin. Ferner war er Mitglied der 1785 gegründeten Literarischen Gesellschaft Halberstadt.

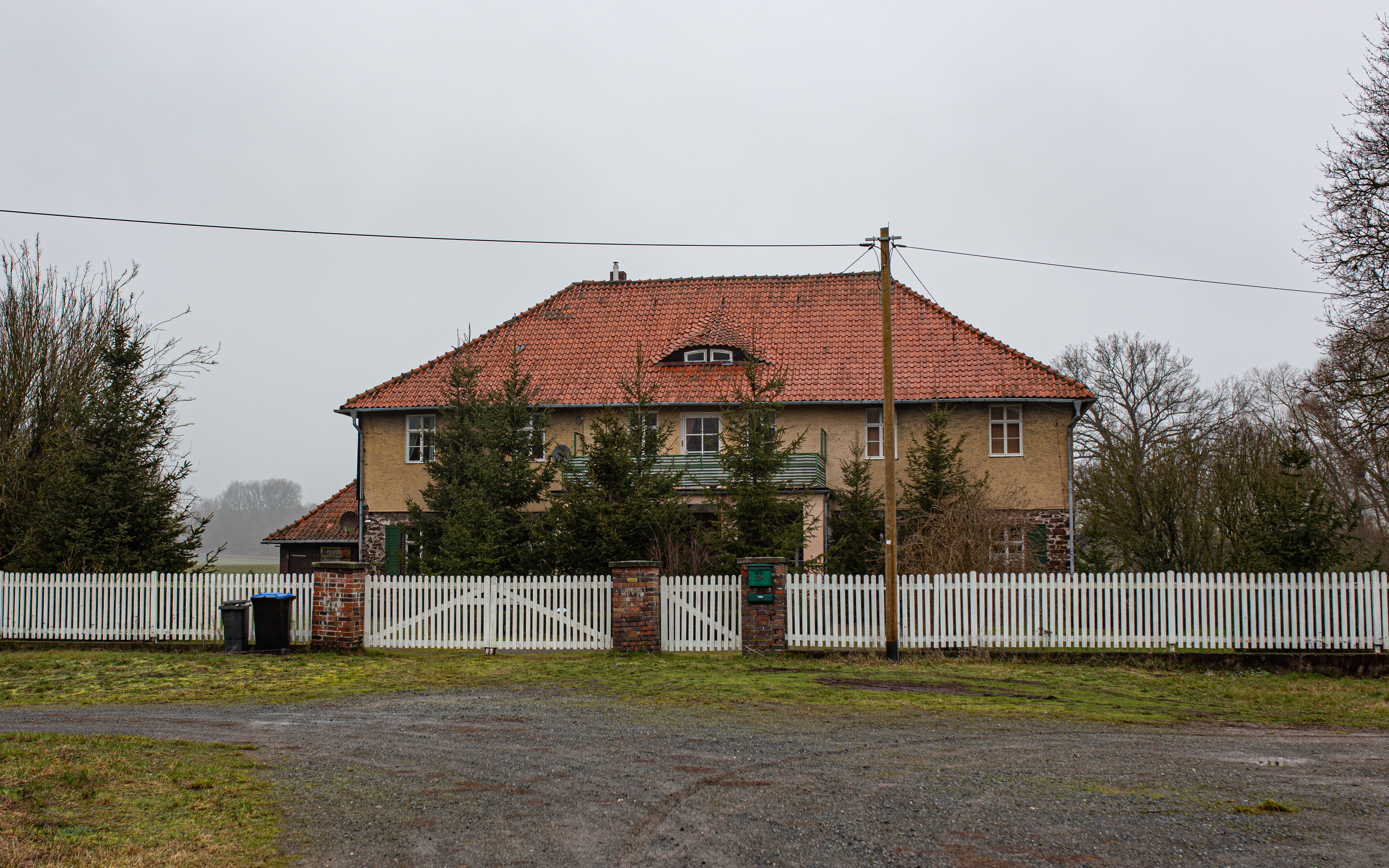
Goeckingk bewohnte das „Neue Haus“ bei Cleysingen (heute ein Ortsteil von Ellrich)

Goeckingk wurde 1789 wegen der Ordnung schwieriger Verhältnisse bei der fürstlichen Abtei zu Quedlinburg vom König in den preußischen Adelsstand erhoben. Seitdem schrieb er sich Goeckingk auf Daldorf und Günthersdorf. Als nach dem Frieden von Tilsit (1807) das Generaldirektorium in Berlin aufgelöst wurde, nahm er 1808 seine Entlassung und wandte sich nun wieder verstärkt der Poesie zu. Er lebte viele Jahre in Wernigerode.
1814 zog er sich aus den dienstlichen Verhältnissen zurück und ging in den Ruhestand. Er hielt sich anfangs in Berlin auf, dann bei seiner Tochter im schlesischen Wartenberg, wo er am 18. Februar 1828 starb.
Goeckingk gehört zum Halberstädter Dichterkreis und zählt zu dessen herausragendsten Vertretern. Außerdem war er Mitglied der Berliner Mittwochsgesellschaft. Zu seinen Bekannten zählte auch der Schriftsteller Heinrich August Ottokar Reichard in Gotha.
Dem Illuminatenorden war er in Göttingen zugehörig.

## Familie
Er heiratete am 2. August 1775 in Rohra Sophie Marie Filippine Vopel (* 1745; † 18. Dezember 1781). Das Paar hatte einen Sohn:
- Friedrich Ernst August Günther (* 19. Juni 1776; † 25. September 1826), Rittmeister a. D. ⚭ Maria Anna Thesesia Oistendorff († 25. März 1850)

Nach dem Tod seiner ersten Frau heiratete er am 30. August 1782 Amalie Friederike Christiane Vopel (1756–1814). Das Paar hatte mehrere Kinder.
Er war der Schwager des Juristen und Dichters Johann Gottlob Benjamin Pfeil (1732–1800).

## Neuere Rezeption
Karl Kraus hat seit 1921 Gedichte von Goeckingk, den er in Friedrich Matthissons Lyrischer Anthologie entdeckt hatte, in das Programm seiner Vorlesungen aufgenommen. Fünf Gedichte von Goeckingk wurden in die daraus entstandene Anthologie „Lyrik der Deutschen“ aufgenommen. Besonders angetan war Karl Kraus von dem Gedicht Als der erste Schnee fiel, welches er in der Fackel nachdruckte und als „ein vollkommenes Meisterwerk“ von „einzigartigem Wohllaut“ lobte.

## Werke (Auswahl)
- Sinngedichte. Halberstadt 1772; 2. Aufl. Leipzig 1778
- Gedichte. Leipzig 1779–82, 3 Bde.; 3. Aufl., Frankfurt am Main 1821, 4 Bde.
- Lieder zweier Liebenden, Leipzig 1777; 3. Aufl. Leipzig 1819
- Charaden und Logogryphen. Hermann, Frankfurt am Main 1817
- Briefe eines Reisenden an Herrn Drost von LB, herausgegeben von Gerhard Steiner. Insel Verlag, Leipzig 1981 (Insel-Bücherei 656/2)
- Briefe eines Reisenden an Herrn Drost von LB, Reisejournal 1781, herausgegeben von Thomas Lehner. Wehrhahn Verlag, Hannover 2022, ISBN 978-3-86525-937-0

## Herausgeberschaft
- Journal von und für Deutschland, herausgegeben von Sigmund von Bibra und Leopold Friedrich Günther von Goeckingk. Frankfurt am Main 1784 (von Bibra allein bis 1792 fortgesetzt).
- Reise des Herrn von Bretschneider nach London und Paris, nebst Auszügen aus seinen Briefen an Herrn Friedrich Nicolai. Berlin 1817.
- Friedrich Nicolai’s Leben und literarischer Nachlaß. Berlin 1820. Digitalisat MDZ